# Can Comelles
Can Comelles és una masia construïda l'any 1470 al poble d'Esparreguera (Baix Llobregat), inclosa en l'Inventari del Patrimoni Arquitectònic de Catalunya. De la masia estant hi ha unes impressionants vistes de la muntanya de Montserrat i de la vall del riu Llobregat, així com de tot el poble d'Olesa.

## Arquitectura
És un gran casal format per diverses edificacions i una capella, construïda amb maó i orientada cap a l'est. La part més antiga, feta amb tàpia, correspon a l'actual celler i conserva alguns arcs gòtics apuntats. El bloc principal és de planta rectangular, té una torre mirador adossada i consta de planta baixa i dos pisos. La façana principal té un porxo a l'entrada i les obertures tenen reixes de ferro forjat. La coberta és plana amb una barana amb balustrada.
Pel que fa a l'interior, destaca la barana de fusta de l'escalinata, amb elements decoratius renaixentistes i barrocs. El pati és de finals de segle XIX; aleshores es convertí en un jardí amb escultures italianitzant amb déus i passejos.

### Monument al Mil·lenari de la vila d'Esparreguera
El monument al Mil·lenari de la vila d'Esparreguera és una escultura en marbre inaugurada l'any 1999 a la vila d'Esparreguera. És una escultura d'estil contemporani que representa un nu femení al qual l'autor, en Lluís Llongueras, dona el nom de "Sparagaria" per commemorar el mil·lenari de la seva vila natal. Està instal·lada als jardins de la residència d'avis de Can Comelles.

## Història
L'origen de la masia es remunta al segle xiv. Se sap que ja existia el 1350 amb el nom de Mas d'en Pi. Des del segle xiv fins al xviii, aquesta casa la posseïren, en línia directa, els descendents del fundador de la casa pairal, la família Comelles, els quals van tenir com a convidats personatges molt il·lustres, fins i tot membres de la reialesa. Més tard, l'administració dels béns passà a la comunitat de preveres de l'església parroquial d'Esparreguera.
A mitjans del segle xix és propietari de Can Comelles Agustí Pagès, auditor de guerra.
La capella està dedicada a sant Magí. Al llibre Gratiarum de l'Arxiu Diocesà de Barcelona se'n conserva la llicència de construcció, de data 19 d'agost de l'any 1717, atorgada a Joan Francesc Comelles. Actualment no hi ha culte i s'utilitza com a local social de l'Associació de Veïns de Can Comelles.
Es va convertir en residència municipal l'any 1985, quan la va comprar l'Ajuntament. El barri residencial on està situada porta el mateix nom que la residència, que ha estat ampliada amb un nou mòdul per a persones amb molta dependència.